# Eranthis lobulata
Eranthis lobulata är en ranunkelväxtart som beskrevs av Wen Tsai Wang. Eranthis lobulata ingår i släktet vintergäckar, och familjen ranunkelväxter. Utöver nominatformen finns också underarten E. l. elatior.